# 西村拓真
西村拓真（1996年10月22日—），日本足球運動員，司職前鋒，現效力日職球隊橫濱水手，日本國家足球隊成員。

## 早期生活
西村拓真在1996年出生于日本爱知县的名古屋市。他自4岁起开始接受专业足球培训。初中时，他被选为爱知县的足球代表。而到高中时期，西村拓真选择前往祖母所在的富山县里的富山第一高中就读。

## 球队生涯

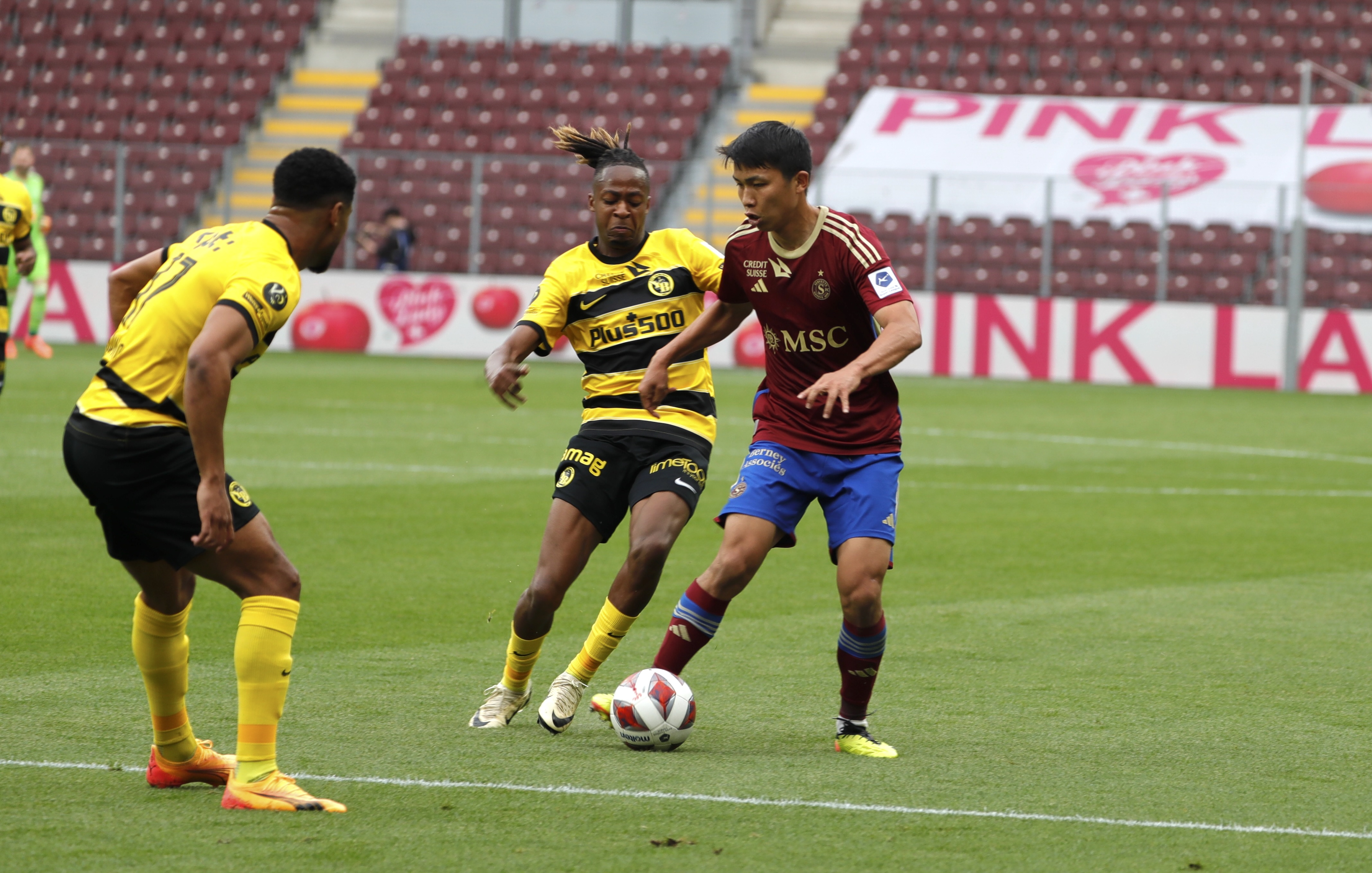
西村拓真在足球場上

### 高中时期
高中2年级时，入选U-17北信越选拔赛，在第92届全国高中锦标赛上为学校和富山县赢得第一场胜利并被选为优秀选手。在此之后，他开始进入全国阶段的比赛。他首次对战长崎综合科学大学一对并最终以3：2的分数险胜对手。之后对战熊本国府高等学校一对也以2:1险胜对方。最后在与日章学园一队的对战中，西村拓真一队最终以4:0大胜对手。因此富山县第一个获得历史上首次选手权的冠军，同时也是北信越地区球队在全国选手权的初次称霸。
再次之后，西村拓真成功入选了大会优秀球员的名单之一。高中3年级，西村拓真作为称霸全国阵容中唯一一名2年级先发球员，他也被授予了10号球衣和球队队长。但在之后他在夏天的高校总体预选半决赛以1:2败给了高冈一和水桥高。即使这样，他在高二阶段的表现也让他赢得一份日职联赛球队的合约。

### 仙台维加泰
他在高二阶段的表现也足以为他赢得一份日职联赛球队的合约，高中毕业后西村拓真加入了仙台维加泰。
很快，西村拓真在高中毕业后于2014年12月加入了仙台维加泰俱乐部，但年仅18岁的他似乎没有什么机会发球。当时俱乐部为了代表日本参加奥运，而开展日职联U22选拔队的政策。而因此他被球队长时间放在了日职联U22选拔队练级。
2016年，其教练渡边晋给予西村拓真一些上场的机会，而西村拓真也在比赛中给自己加分。而在联赛29轮对战甲府风林的比赛中，西村拓真初次先发，并打入了自己足球生涯的首球，也因此完全打动了渡边晋。在之后的比赛中，他连续得到了先发的机会。他这些比赛时间的累积，使得它在赛季结束前顺利的是他成功获得了A级职业合同。
2017赛季，西村拓真开始的球技有提升的趋势。由于当时的老将梁勇基的足球水准逐渐下降，其教练渡边晋开始重用西村拓真，也让他被固定在了主力前腰的位置，和经验丰富的奥埜博亮搭档为比赛中的双攻击轴。同时，西村拓真由于在饼干杯里的出色表现，并帮助球队打入历史上首次4强，而被评选为“New Hero”最佳年轻球员的称号，也同时获得了50万日元的嘉奖。
2018赛季，西村拓真在自己足球生涯中迎来了大爆发，他成功在对战名古屋鲸鱼和湘南比马的比赛中梅开二度。比赛中，他仅用了800分钟就进球6次。在此之前，没有一个球员是少于1000分钟来进球6次，因而突破历史成绩，且他的防守能力、冲刺和跑动距离冠绝全队，因而让许多人敬佩不已。

### 莫斯科中央陆军
之后，仙台维加泰官方宣布他转会至加盟俄超的莫斯科中央陆军俱乐部。
西村拓真在和俄乙球队弗拉季高加索阿拉尼亚的俄罗斯杯1/16决赛中表现抢眼，他在比赛期间为队友创造点球良机，之后则打开了个人本赛季的进球账户。俄超联赛的莫斯科中央陆军与莫斯科斯巴达的莫斯科的德比比赛最终以1:1的平局收场。他则在第82分钟之时替补出场，并完成了在新东家的首秀。
之后，西村拓真在下一个俄超联赛首发出场。在第24分钟时，他接到队友恰洛夫的左路传中射门得分，这也是他加盟莫斯科中央陆军之后的首粒正式比赛进球。因此，西村拓真为球队打开了胜利之门，在最终让莫斯科中央陆军主场以3:0完胜喀山红宝石。
比赛后，他在替补出场打进赛季俄超第2球，使中央陆军在与莫斯科迪纳摩以2:2的分数平局收场。

### 波蒂莫嫩塞
在此之后，莫斯科中央陆军官方宣布西村拓真租借加盟葡超联赛球队波蒂莫嫩塞俱乐部。并且西村拓真将为俱乐部租借效力至该赛季结束，在他的租借合同中包含了买断条款。但在之后，波蒂莫嫩塞以疫情为理由与西村拓真终止了合同。

### 仙台维加泰
在仙台維加泰与莫斯科中央陆军俱乐部协商后，西村拓真以租借身份再次重返仙台维加泰。

## 比赛成绩
以下为西村拓真在不同比赛的总成绩，此列表最后更新于2020年1月26日
最後更新：2020年1月26日的比赛
| 俱乐部                     | 赛季       | 联赛                 | 联赛   | 联赛   | 国际比赛 | 国际比赛 | 联赛比赛 | 联赛比赛 | 洲际比赛 | 洲际比赛 | 其他比赛 | 其他比赛 | 成绩总计 | 成绩总计 |
| 俱乐部                     | 赛季       | 联赛名称             | 参赛数 | 进球数 | 参赛数   | 进球数   | 参赛数   | 进球数   | 参赛数   | 进球数   | 参赛数   | 进球数   | 参赛数   | 进球数   |
| -------------------------- | ---------- | -------------------- | ------ | ------ | -------- | -------- | -------- | -------- | -------- | -------- | -------- | -------- | -------- | -------- |
| 仙台维加泰俱乐部           | 2015       | 日本職業足球甲級聯賽 | 0      | 0      | 0        | 0        | 1        | 0        | -        | -        | -        | -        | 1        | 0        |
| 仙台维加泰俱乐部           | 2016       | 日本職業足球甲級聯賽 | 12     | 1      | 0        | 0        | 2        | 0        | -        | -        | -        | -        | 14       | 1        |
| 仙台维加泰俱乐部           | 2017       | 日本職業足球甲級聯賽 | 28     | 2      | 0        | 0        | 10       | 2        | -        | -        | -        | -        | 38       | 4        |
| 仙台维加泰俱乐部           | 2018       | 日本職業足球甲級聯賽 | 24     | 11     | 1        | 0        | 5        | 2        | -        | -        | -        | -        | 30       | 13       |
| 仙台维加泰俱乐部           | 总计       | 总计                 | 64     | 14     | 1        | 0        | 18       | 4        | -        | -        | -        | -        | 83       | 18       |
| 莫斯科中央陸軍俱樂部       | 2018–19    | 俄羅斯足球超級聯賽   | 12     | 2      | 1        | 0        | -        | -        | 2        | 0        | 0        | 0        | 15       | 2        |
| 莫斯科中央陸軍俱樂部       | 2019–20    | 俄羅斯足球超級聯賽   | 5      | 0      | 2        | 2        | -        | -        | 1        | 0        | -        | -        | 8        | 2        |
| 莫斯科中央陸軍俱樂部       | 总计       | 总计                 | 17     | 2      | 3        | 2        | -        | -        | 3        | 0        | 0        | 0        | 23       | 4        |
| 波蒂莫嫩塞俱乐部           | 2019–20    | 葡萄牙足球超級聯賽   | 2      | 0      | 0        | 0        | 0        | 0        | -        | -        | -        | -        | 2        | 0        |
| 仙台维加泰俱乐部（第二次） | 2020       | 日本職業足球甲級聯賽 | 0      | 0      | 0        | 0        | 0        | 0        | -        | -        | -        | -        | 0        | 0        |
| 全成绩总计                 | 全成绩总计 | 全成绩总计           | 83     | 16     | 4        | 2        | 18       | 4        | 3        | 0        | -        | -        | 108      | 22       |

## 外部連結
- Profile at Vegalta Sendai
- 日本職業足球聯賽中的西村拓真 （日語）

## 备注
1. ↑  日職聯U22選拔隊已于2015年解散
2. ↑  翻译为“新英雄”之意